# 岡部英男
岡部 英男（おかべ ひでお、1928年8月20日 - 2020年2月4日）は、日本の政治家。

## 人物
茨城県議会議員（7期）、茨城県議会議長、衆議院議員（1期）を歴任。自由民主党所属。

## 来歴
茨城県出身。1951年に法政大学工学部卒業。茨城県議を7期務め、1985年に議長に就任した。1998年2月、塚原俊平の死去に伴う衆議院茨城5区の補欠選挙で当選した。2000年の第42回衆議院議員総選挙では、民主党の大畠章宏に敗れて落選した。2014年、旭日中綬章受章。
2020年2月4日、肺炎のため死去。91歳没。死没日をもって正五位に叙される。

## 家族
- 息子 - 岡部英明（元衆議院議員）